# Rhopalodes
Rhopalodes is een geslacht van vlinders van de familie spanners (Geometridae), uit de onderfamilie Larentiinae.

## Soorten
- R. argentina Berg, 1883
- R. castniata Guenée, 1858
- R. concinna Dognin, 1911
- R. ebriola Dognin, 1892
- R. ligereza Dognin, 1893
- R. lobophoraria Oberthür, 1881
- R. muscosaria Berg, 1885
- R. nigrifascia Bastelberger, 1908
- R. otophora Prout, 1910
- R. parecida Dognin, 1892
- R. patrata Snellen, 1874
- R. perfusa Warren, 1904
- R. rosula Dognin, 1892
- R. subrufata Dognin, 1913
- R. uniformis Dognin, 1923
- R. vexillata Bastelberger, 1908